# 웨스트민스터 다리의 아치를 통해 본 런던
《웨스트민스터 다리의 아치를 통해 본 런던》(영어: London Seen Through an Arch of Westminster Bridge)은 이탈리아의 예술가 카날레토가 1747년에 그린 강 풍경화이다.
이 작품은 카날레토가 영국에서 9년간 머무는 동안 그린 작품으로, 당시 공사 중이었던 웨스트민스터 다리의 아치 중 한 곳을 통해 보이는 런던의 풍경을 묘사했다. 웨스트민스터 다리는 동쪽에 있는 런던교와 경쟁하기 위해 건설된 런던의 두 번째 다리였다. 이 그림은 템스강의 강 교통 풍경과 웨스트민스터의 요크 워터 타워, 런던 시의 세인트폴 대성당 등 런던의 여러 랜드마크를 담고 있다. 이 작품은 노섬벌랜드 공작의 소장품으로 남아 있으며 알닉성에 소장되어 있다.

## 참고문헌
- Liversidge, M.J.H. & Farrington, Jane. Canaletto & England. Merrel Holberton, 1993.
- Martineau, Jane & Robison, Andrew. The Glory of Venice: Art in the Eighteenth Century
- Uzanne, Octave. Canaletto. Parkstone International, 2023.